# PIIGS

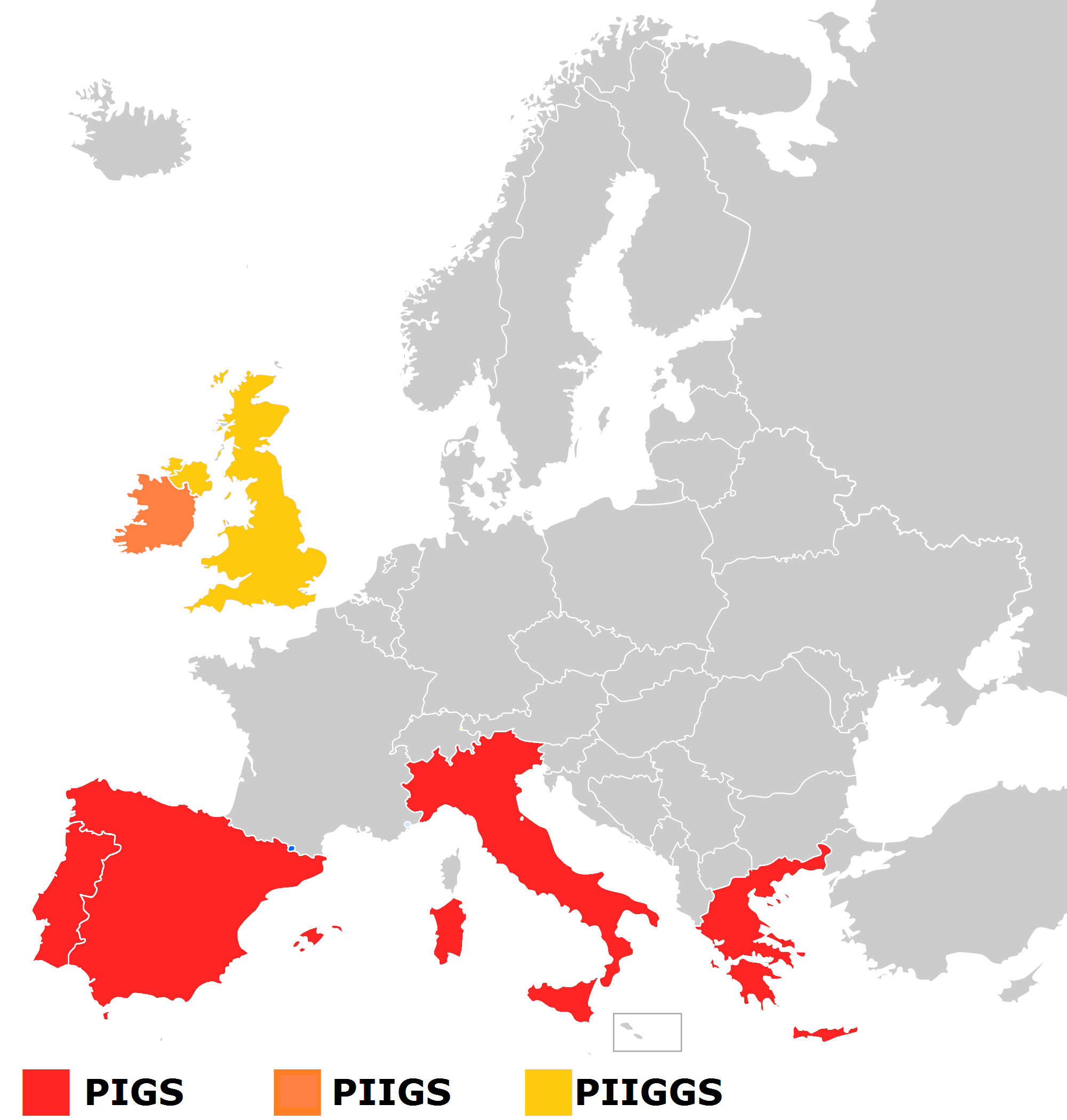

PIIGS（ピーグス、英語発音: [pigz] ピグズ）またはPIGS（ピッグス、英語発音: [pigz] ピグズ）は、世界金融危機 (2007年-2010年)において金融・財政部門の改善が自国の力のみでは達成出来ない可能性のあるヨーロッパの国をまとめて表現するために、該当する国家群の英語の頭文字からつくられた頭字語である。経済状況の変化に従って該当するとされる国家も変化しているため、この記事では同種の頭字語も扱う。

## 概要

OECD各国の失業率

PIGSは英語で「豚」を意味する。この頭字語は2008年から侮蔑的な意味を込めてイギリスおよび北アメリカの金融報道で使われるようになった。
当初はユーロ圏の南ヨーロッパ4ヶ国、すなわち  ポルトガル (Portugal)、 イタリア (Italy)、 ギリシャ (Greece)、および  スペイン (Spain) を指していた。また、これに  アイルランド (Ireland) を加えてPIIGSと呼ばれることもある。2009年末からはイタリアを除いたポルトガル、アイルランド、ギリシャ、スペインの組み合わせでPIGSと呼ばれる場合が増えてきた。
イタリアの銀行、ウニクレディトはイタリアはポルトガルとアイルランド、ギリシャ、スペインと比べて貯蓄率と財政規律が相対的に良好なので、PIGSの「I」はイタリアではなくアイルランドであり、また、正しいつづりはPIIGSではなくPIGSであると主張している。イギリスの銀行バークレイズ傘下の証券部門バークレイズ・キャピタルでは、5カ国の頭文字を並べた「PIIGS」が豚 (pigs) を連想させるとして禁句になった。
これらユーロ圏の国々は2008年の数年前までは国によりまちまちの経済状況を呈していたが、2008年のリーマン・ショック前後から財政規律問題と経常収支問題が顕著になってきており、これがユーロの不安定要因になっているとみなされている。また、雇用問題も抱えている。2009年11月のドバイ・ショックでも信用格付け問題でゆすぶられることになった。
PIIGSの中の一国と目されていたアイルランドについては、2013年12月15日をもってEUとIMFから受けてきた金融支援から脱却することに成功した。

## 2010年PIIGS危機

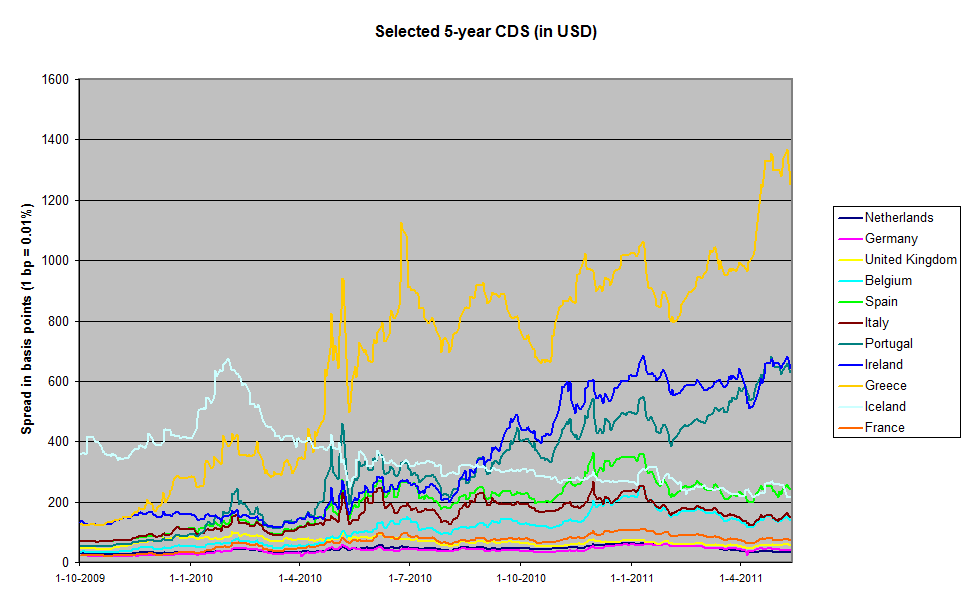
CDS5年物スプレッドの推移。PIIGS5カ国のCDSスプレッド（ポルトガル（青緑）、アイルランド（青）、イタリア（茶色）、ギリシャ（橙）、スペイン（黄緑））。因みにアイスランドは水色。

2009年末からギリシャを中心とした財政破綻とユーロへの影響の懸念が強まっており、PIGS危機（PIGS Crisis）と呼ばれることもある。
2010年2月現在、これらPIGS諸国の中で最も懸念されているのはギリシャで、低貯蓄率（GDP比7.2%、ユーロ圏平均は約20%、アイルランド17%、スペイン19%）、高い財政赤字比率（GDP比12.7%）、2009年10月の総選挙による政権交代後明らかになった財政赤字水準の過少申告による国家的な粉飾の露呈など、ギリシャ問題がユーロ最大のアキレス腱となっているとされる。次に懸念されているのがポルトガルで、低貯蓄率（GDP比10.2%）、およびギリシャと同様の粉飾も懸念されている。これら2国では国民純貯蓄も減少しており（ユーロ圏平均はGDP比+6%）、特にギリシャの純貯蓄の減少は10年来で、この点が不動産への過剰投資から経済不振に陥ったスペインやアイルランド以上に問題の解決を困難にしている。
2010年2月4日、国際通貨基金（IMF）のドミニク・ストロス＝カーン専務理事は、ギリシャ支援の用意を表明する一方、ギリシャ政府に問題解決への取り組みを呼びかけた。これに対し、欧州中央銀行では2009年12月上旬時点ではIMFの支援は必要ないとしていたものの、2月11日、欧州連合ユーロ圏16カ国首脳の会合でギリシャを支援することで合意し、ギリシャに2010年に財政赤字4%ポイント削減目標の達成を求めた。これを受けてIMFはギリシャの財政改革を技術面で支援する用意を表明した。
それでもギリシャ国債のCDSスプレッドは拡大し、ギリシャの財政危機に対する不安は収まらなかったことから、ギリシャ発の金融危機を抑え込むべく、2010年5月10日、EUとECBは金融安定化のために緊急支援策を発表、EUは最大7500億ユーロの支援策実施を、ECBはユーロ圏の政府債および民間債券を購入する方針を明らかにし、FRB、ECB、日本銀行、カナダ中央銀行、スイス国立銀行、イングランド銀行は市場のドル枯渇を防ぐために、ドルスワップ協定を締結した。

## 派生略語
- STUPID[26]（日本語発音：ステューピッド, スチューピッド。英語発音: [ˈstuːpɪd] ストゥーピドゥ[27]） … ギリシャ経済が崩壊した後、ドミノ倒しに危機を迎えそうな国として。
  - 直訳：「馬鹿」
  - 該当国：
    -  Spain（スペイン)
    -  Turkey（トルコ)
    -  UK（イギリス)
    -  Portugal（ポルトガル）
    -  Italy（イタリア）
    -  Dubai（ドバイ -  アラブ首長国連邦)
- UR all PIGS from HELL![28][29]（日本語発音：ユー・アー・オール・ピッグス・フロム・ヘル。英語発音: [jər ɔːl pigz frəm hel] ヤァロールピグズフラムヘル）
  - 直訳：「お前たちは皆、地獄から来た豚共だ!」
  - 該当国：
    -  Ukraine（ウクライナ）
    -  Romania（ルーマニア）
    -  Portugal（ポルトガル）
    -  Italy（イタリア）
    -  Greece（ギリシャ）
    -  Spain（スペイン）
    -  Hungary（ハンガリー）
    -  Estonia（エストニア）
    -  Latvia（ラトビア）
    -  Lithuania（リトアニア）